# Лланелли Таун
«Лланелли Таун» — валлийский футбольный клуб, представляющий город Лланелли, играет на стадионе «Стебунхет Парк». Основан в 1896 году как «Лланелли». Владельцем клуба являлся Роберт Джонс, дядя актрисы Кэтрин Зеты-Джонс.
В апреле 2013 года клуб прекратил своё существование, но летом был воссоздан под нынешним названием.

## Достижения
- Чемпион Уэльса: 2007/08
- Обладатель Кубка Уэльса: 2010/11, 2011/12
- Обладатель Кубка валлийской лиги: 2007/08